# Santa Cruz El Chol
Santa Cruz El Chol est une ville du Guatemala dans le département de Baja Verapaz.